# Eberhard Gilbert Bethge
Eberhard Gilbert Bethge (* 23. November 1916 in Magdeburg; † 15. Oktober 2006 in Lübeck) war ein deutscher Schriftsteller.

## Leben
Eberhard Gilbert Bethge besuchte das Gymnasium in Magdeburg und Berlin und studierte Rechts- und Staatswissenschaften in Berlin und Rostock. Danach war er in verschiedenen Berufen tätig, so als Rechtsanwalt, Akademie-Studienleiter der Evangelischen Akademie Bad Boll, Berufsberater für Abiturienten und Hochschüler in der Bundesanstalt für Arbeit. Er war seit über fünfzig Jahren mit Marie-Elisabeth geb. Goethe verheiratet und hatte zwei Söhne. Er lebte zuletzt in Lübeck.

## Leistungen
Eberhard Bethge war ein Neffe des Dichters Hans Bethge, über den er während seines Ruhestandes eine Biographie verfasste, ebenso wie die dreiteilige Dichtung Hiob Christ. Mit der tragischen Gestalt des Hiob beschäftigte sich Eberhard Bethge eindringlich. Der Name Hiob Christ setzt einen spannenden Bogen von Hiob zu Christus.

## Werke
- Hiob Christ: Dichtung in drei Teilen. Haag und Herchen, Frankfurt am Main 1992, ISBN 3-89228-775-9
- Hans Bethge. Leben und Werk. 3. Auflage. YinYang Media, Kelkheim 2002, ISBN 3-9806799-9-3